# Elytroleptus divisus
Elytroleptus divisus är en skalbaggsart som först beskrevs av Leconte 1884.  Elytroleptus divisus ingår i släktet Elytroleptus och familjen långhorningar. Inga underarter finns listade i Catalogue of Life.